# 馬里斯冰原島峰
69°59′S 73°9′E / 69.983°S 73.150°E
馬里斯冰原島峰（Maris Nunatak），是南極洲的冰原島峰，位於伊麗莎白公主地，處於惠斯南特冰原島峰東北面4公里，是羅傑斯冰川和阿梅里冰架東側的交界點，現時由南極條約體系管理。